# 滇缅荚蒾
滇缅荚蒾（学名：Viburnum burmanicum）是五福花科荚蒾属的植物。分布在缅甸以及中国大陆的西藏、云南等地，生长于海拔1,350米至2,000米的地区，常生长在山坡常绿阔叶林以及混交林中，目前尚未由人工引种栽培。

## 异名
- Viburnum burmanicum (Rehd.) C. Y. Wu ex P. S. Hsu var. medogense Hsu